# 五棱苦丁茶
五棱苦丁茶（学名：Ilex pentagona）是冬青科冬青属的植物，为中国的特有植物。分布在中国大陆的湖南、贵州、云南等地，生长于海拔1,400米至1,500米的地区，一般生长在石灰山林中，目前已由人工引种栽培。